# Theodore Christian Schneirla
Theodore Christian Schneirla (ur. 23 lipca 1902 w Michigan, zm. 20 sierpnia 1968) – amerykański psycholog zwierzęcy, który przeprowadził jedne z pierwszych badań dotyczących zachowań mrówek.